# Caenis tenella
Caenis tenella is een haft uit de familie Caenidae. De wetenschappelijke naam van de soort is voor het eerst geldig gepubliceerd in 1932 door Navás.
De soort komt voor in het Neotropisch gebied.